# 阿南まゆき
阿南 まゆき（あなん まゆき、7月25日 - ）は、日本の漫画家。大分県出身。血液型はA型。

## 来歴・人物
2004年、小学館の『ちゃおデラックス』春の増刊号にて掲載された「マフラーと砂の城」でデビュー。
以後、『ちゃお』とその派生誌を中心に活動中。
ホラー作品においては、百合が描かれることが多い。

## 作品リスト

### 連載作品
- チェリッシュ!!（『ちゃお』2005年1月号 - 3月号）
- ふしぎ星の☆ふたご姫〜ラブリーキングダム〜（『ちゃお』2005年3月号 - 2006年2月号）
- とろける〜じゅ（『ちゃおデラックス』2006年冬の大増刊号 - 『ちゃおデラックス』2007年秋の大増刊号・『ちゃお』2006年6月号）
- ラブコミ♥れっすん（『ちゃお』2006年8月号 - 2007年1月号）
- 桃色♥本気（まじ）モード!（『ちゃおデラックス』2008年初夏の大増刊号 - 『ちゃおデラックス』2009年春待ち増刊号・『ちゃお』2008年5月号）
- ナゾトキ姫は名探偵♥（『ちゃおデラックス』2010年春待ち超大増刊号 - 2022年3月号・『ちゃお』2010年9月号 - 2015年11月号・『ちゃおコミ』2022年2月25日）
- ルーファスの収集品
  - 悪魔のキスは血の香り（『ちゃおデラックスホラー』2012年秋号）
  - 悪魔はバラの音色がお好き（『ちゃおデラックスホラー』2013年春号）
  - 悪魔は火の蝶をまとう（『ちゃおデラックスホラー』2013年夏号）
  - わがまま女王と悪魔の時計（『ちゃおデラックスホラー』2014年冬号）
- ゆめの未来日記（『ちゃお』2016年7月号 - 9月号）
- 黒百合ミステリー（『ちゃおデラックス』2022年7月号[2] - 2022年11月号[3]）

### 読み切り作品
- マフラーと砂の城（『ちゃおデラックス』2004年春の増刊号） - デビュー作
- キューピッド・ティアラ（『ちゃおデラックス』2004年初夏の増刊号）
- おちこぼれ☆プリンセス（『ちゃおデラックス』2004年夏の増刊号）
- コンプレックス・ビーナス（『ちゃお』2004年10月号）
- 君のとなりにいさせてよ（『ちゃおデラックス』2004年秋の増刊号）
- ユリア（『ちゃおデラックス』2005年夏の増刊号）
- 水玉パニックメーカー（『ちゃおデラックス』2005年秋の増刊号）
- すいーとハートデビルvv（『ちゃお』2007年10月号）
- おじょー様におまかせ!!（『ちゃおデラックス』2007年冬号）
- どーにもとまらにゃい!（『ちゃおデラックス』2008年春の増刊号）
- 恋する女の子は危険な香り（『ちゃお』2009年1月号）
- わたしのありえ騎士（ナイト）（『ちゃおデラックス』2009年春の超大増刊号）
- どっちの男の子でショー!（『ちゃおデラックス』2009年初夏の大増刊号）
- マホタマ!（『ちゃおデラックス』2009年夏の超大増刊号）
- 押入れおじょうさん（『ちゃおデラックスホラー』2009年夏号）
- 赤い糸ドラマチック（『ちゃおデラックス』2009年秋の大増刊号）
- 仕返し実現ゲーム（『ちゃおデラックスホラー』2010年夏号）
- 魔女の香水（『ちゃおデラックスホラー』2011年冬号）
- 透明少女と少女（『ちゃおデラックスホラー』2011年夏号）
- 保健室で見る悪夢（『ちゃおデラックスホラー』2012年冬号）
- ふたごみたいなふたり（『ちゃおデラックスホラー』2012年夏号）
- みにくいアヒルの子（『ちゃおデラックスホラー』2016年9月号増刊）
- 山猫の誘惑（『ちゃおデラックスホラー』2017年9月号増刊）
- 不思議な電話（『ちゃおデラックス』2018年1月号）
- 六月の精霊（『ちゃおデラックス』2019年7月号）
- 一花と病院の夜（『ちゃおデラックスホラー』2020年冬号）
- アメ（『ちゃおデラックスホラー』2020年夏号）
- 秘密の花園（『ちゃお』2021年11月号別冊付録「ナイトメアパーティ」）
- ゴーインな鬼にはキスしない！（『ちゃおデラックス』2023年1月号）
- 血まみれシンデレラ（『ちゃおコミ』2022年2月11日）
- 飼育係（『ちゃおコミ』2022年8月29日）
- ハロウィンの夜（『ちゃおコミ』2022年10月16日）
- ゴーインな鬼にはキスしない！（『ちゃおデラックス』2023年1月号[4]）
- 楽しい遊園地（『ちゃおプラス』2024年7月26日）

## 刊行作品

### コミックス
- チェリッシュ!!
- ふしぎ星の☆ふたご姫　ラブリーキングダム（全2巻）

（原作:ふしぎ星のふたご姫　2005年）
- とろける〜じゅ（全2巻）
- ラブコミ♥れっすん
- 桃色♥本気（まじ）モード!
- ナゾトキ姫は名探偵♥（既刊17巻）
- ブラッディ・リリィ
- ルーファスの収集品（コレクション）

### 文庫
- ナゾトキ姫と嘆きのしずく（著:澁谷正子）

### オムニバス作品
- 誰かがそこにいる
- だれにもナイショ!わたしのひみつ♥
- 恐怖の初恋
- 押入れおじょうさん
- 5つのあこがれお仕事ストーリー
- 極あま♥恋するファンタジー